# Piazza Rotonda (Poltava)
Piazza Rotonda (in ucraino Кругла площа?, Kruhla plošča) è il nome della piazza centrale di Poltava, in Ucraina. 
La piazza, classificata come bene culturale di interesse nazionale, ha un diametro di 345 m, da essa si dipartono a raggiera 8 strade.
La costruzione della piazza risale all'inizio del XIX secolo ed è considerata uno dei più caratteristici complessi del classicismo russo in Ucraina. Al centro della piazza spicca una colonna alta 17 metri inaugurata nel 1811 in occasione del centenario della battaglia di Poltava, la colonna che ha la forma di un cannone, è sovrastata da un'aquila dorata che tiene nel becco un ramo di alloro, simbolo della vittoria. Nel piedistallo della colonna sono murati 18 cannoni utilizzati durante la battaglia.
La piazza divenne subito il cuore della vita politica e amministrativa della città, intorno ad essa sorsero infatti edifici delle poste, del governo locale, la casa del governatore e altri. Intorno al monumento vennero piantati alberi e l'area divenne un parco con aiuole fiorite.
In epoca più recente sotto la piazza è stato costruito un centro commerciale.